# Seznam dobitnikov primetime emmyja
Seznam navaja dobitnike primetime emmyjevih nagrad v humoristični, dramski, varietejski in kategorijah najboljših igralcev.
| Leto | Humoristična serija                                                                                             | Dramska serija                                                                                                  | Varietejska serija                                                                                              | Glavni igralec v humoristični seriji                                         | Glavni igralec v dramski seriji                                              | Glavna igralka v humoristični seriji                                         | Glavna igralka v dramski seriji                                              |
| ---- | --- | --- | --- | ---------------------------------------------------------------------------- | ---------------------------------------------------------------------------- | ---------------------------------------------------------------------------- | ---------------------------------------------------------------------------- |
| 1949 | Pantomime Quiz (Najbolj priljubljena TV-oddaja) (KTLA) The Necklace (Najboljši TV-film) (Your Show Time serija) | Pantomime Quiz (Najbolj priljubljena TV-oddaja) (KTLA) The Necklace (Najboljši TV-film) (Your Show Time serija) | Pantomime Quiz (Najbolj priljubljena TV-oddaja) (KTLA) The Necklace (Najboljši TV-film) (Your Show Time serija) | Shirley Dinsdale (Najbolj izstopajoča TV-osebnost) (KTLA)                    | Shirley Dinsdale (Najbolj izstopajoča TV-osebnost) (KTLA)                    | Shirley Dinsdale (Najbolj izstopajoča TV-osebnost) (KTLA)                    | Shirley Dinsdale (Najbolj izstopajoča TV-osebnost) (KTLA)                    |
| 1950 | Texaco Star Theatre (KNBH)                                                                                      | Texaco Star Theatre (KNBH)                                                                                      | The Ed Wynn Show (KTTV)                                                                                         | Milton Berle (KNBH) Ed Wynn (KTTV)                                           | Milton Berle (KNBH) Ed Wynn (KTTV)                                           | Milton Berle (KNBH) Ed Wynn (KTTV)                                           | Milton Berle (KNBH) Ed Wynn (KTTV)                                           |
| 1951 | Pulitzer Prize Playhouse                                                                                        | Pulitzer Prize Playhouse                                                                                        | The Alan Young Show (CBS)                                                                                       | Alan Young (CBS)                                                             | Alan Young (CBS)                                                             | Gertrude Berg (CBS)                                                          | Gertrude Berg (CBS)                                                          |
| 1952 | The Red Skelton Show (CBS)                                                                                      | Studio One (CBS)                                                                                                | Your Show of Shows (NBC)                                                                                        | Red Skelton (NBC)                                                            | Sid Caesar (NBC)                                                             | Imogene Coca (NBC)                                                           | Imogene Coca (NBC)                                                           |
| 1953 | I Love Lucy (CBS)                                                                                               | Robert Montgomery Presents (NBC)                                                                                | Your Show of Shows (NBC)                                                                                        | Jimmy Durante (NBC)                                                          | Thomas Mitchell                                                              | Lucille Ball (CBS)                                                           | Helen Hayes                                                                  |
| 1954 | I Love Lucy (CBS)                                                                                               | The U.S. Steel Hour (ABC) Dragnet (NBC)                                                                         | Omnibus (CBS)                                                                                                   | Donald O'Connor Colgate Comedy Hour (NBC)                                    | Donald O'Connor Colgate Comedy Hour (NBC)                                    | Eve Arden Our Miss Brooks (CBS)                                              | Eve Arden Our Miss Brooks (CBS)                                              |
| 1955 | Make Room for Daddy (ABC)                                                                                       | The U.S. Steel Hour (ABC) Dragnet (NBC) Stories of the Century                                                  | Disneyland (ABC)                                                                                                | Danny Thomas Make Room for Daddy (ABC)                                       | Danny Thomas Make Room for Daddy (ABC)                                       | Loretta Young The Loretta Young Show (NBC)                                   | Loretta Young The Loretta Young Show (NBC)                                   |
| 1956 | The Phil Silvers Show (CBS)                                                                                     | Producers' Showcase (NBC)                                                                                       | Toast of the Town (CBS)                                                                                         | Phil Silvers The Phil Silvers Show (CBS)                                     | Phil Silvers The Phil Silvers Show (CBS)                                     | Lucille Ball I Love Lucy (CBS)                                               | Lucille Ball I Love Lucy (CBS)                                               |
| 1957 | The Phil Silvers Show (CBS)                                                                                     | Playhouse 90 (CBS)                                                                                              | The Phil Silvers Show (CBS)                                                                                     | Sid Caesar Caesar's Hour (NBC)                                               | Robert Young Father Knows Best (CBS)                                         | Nanette Fabray Caesar's Hour (NBC)                                           | Loretta Young The Loretta Young Show (NBC)                                   |
| 1958 | The Phil Silvers Show (CBS)                                                                                     | Gunsmoke (CBS) Playhouse 90 (CBS)                                                                               | The Jack Paar Tonight Show (NBC)                                                                                | Robert Young Father Knows Best (CBS)                                         | Robert Young Father Knows Best (CBS)                                         | Jane Wyatt Father Knows Best (CBS)                                           | Jane Wyatt Father Knows Best (CBS)                                           |
| 1959 | The Jack Benny Show (CBS)                                                                                       | The Alcoa Hour/Goodyear Television Playhouse (NBC) Playhouse 90 (CBS) Maverick (ABC)                            | An Evening with Fred Astaire (NBC)                                                                              | Jack Benny The Jack Benny Show (CBS)                                         | Raymond Burr Perry Mason (CBS)                                               | Jane Wyatt Father Knows Best (CBS)                                           | Loretta Young The Loretta Young Show (NBC)                                   |
| 1960 | Art Carney Special (NBC)                                                                                        | Playhouse 90 (CBS)                                                                                              | The Garry Moore Show (CBS)                                                                                      | Robert Stack The Untouchables (ABC)                                          | Robert Stack The Untouchables (ABC)                                          | Jane Wyatt Father Knows Best (CBS)                                           | Jane Wyatt Father Knows Best (CBS)                                           |
| 1961 | The Jack Benny Show (CBS)                                                                                       | Macbeth, Hallmark Hall of Fame (NBC)                                                                            | Astaire Time (NBC)                                                                                              | Raymond Burr Perry Mason (CBS)                                               | Raymond Burr Perry Mason (CBS)                                               | Barbara Stanwyck The Barbara Stanwyck Show (NBC)                             | Barbara Stanwyck The Barbara Stanwyck Show (NBC)                             |
| 1962 | The Bob Newhart Show (NBC)                                                                                      | The Defenders (CBS)                                                                                             | The Garry Moore Show (CBS)                                                                                      | E.G. Marshall The Defenders (CBS)                                            | E.G. Marshall The Defenders (CBS)                                            | Shirley Booth Hazel (NBC)                                                    | Shirley Booth Hazel (NBC)                                                    |
| 1963 | The Dick Van Dyke Show (CBS)                                                                                    | The Defenders (CBS)                                                                                             | The Andy Williams Show (NBC)                                                                                    | Jack Klugman The Defenders (CBS)                                             | Jack Klugman The Defenders (CBS)                                             | Shirley Booth Hazel (NBC)                                                    | Shirley Booth Hazel (NBC)                                                    |
| 1964 | The Dick Van Dyke Show (CBS)                                                                                    | The Defenders (CBS)                                                                                             | The Danny Kaye Show (CBS)                                                                                       | Dick Van Dyke The Dick Van Dyke Show (CBS)                                   | Dick Van Dyke The Dick Van Dyke Show (CBS)                                   | Mary Tyler Moore The Dick Van Dyke Show (CBS)                                | Mary Tyler Moore The Dick Van Dyke Show (CBS)                                |
| 1965 | The Dick Van Dyke Show (CBS)                                                                                    | The Dick Van Dyke Show (CBS)                                                                                    | none awarded | Dick Van Dyke The Dick Van Dyke Show (CBS), še štiri druge (nestalne serije) | Dick Van Dyke The Dick Van Dyke Show (CBS), še štiri druge (nestalne serije) | Dick Van Dyke The Dick Van Dyke Show (CBS), še štiri druge (nestalne serije) | Dick Van Dyke The Dick Van Dyke Show (CBS), še štiri druge (nestalne serije) |
| 1966 | The Dick Van Dyke Show (CBS)                                                                                    | The Fugitive (ABC)                                                                                              | The Andy Williams Show (NBC)                                                                                    | Dick Van Dyke The Dick Van Dyke Show (CBS)                                   | Bill Cosby I Spy (NBC)                                                       | Mary Tyler Moore The Dick Van Dyke Show (CBS)                                | Barbara Stanwyck The Big Valley (ABC)                                        |
| 1967 | The Monkees (NBC)                                                                                               | Mission: Impossible (CBS)                                                                                       | The Andy Williams Show (NBC)                                                                                    | Don Adams Get Smart (NBC)                                                    | Bill Cosby I Spy (NBC)                                                       | Lucille Ball The Lucy Show (CBS)                                             | Barbara Bain Mission: Impossible (CBS)                                       |
| 1968 | Get Smart (NBC)                                                                                                 | Mission: Impossible (CBS)                                                                                       | Rowan & Martin's Laugh-In (NBC)                                                                                 | Don Adams Get Smart (NBC)                                                    | Bill Cosby I Spy (NBC)                                                       | Lucille Ball The Lucy Show (CBS)                                             | Barbara Bain Mission: Impossible (CBS)                                       |
| 1969 | Get Smart (NBC)                                                                                                 | NET Playhouse (NET)                                                                                             | Rowan & Martin's Laugh-In (NBC)                                                                                 | Don Adams Get Smart (NBC)                                                    | Carl Betz, Judd for the Defense (ABC)                                        | Hope Lange The Ghost & Mrs. Muir (ABC)                                       | Barbara Bain Mission: Impossible (CBS)                                       |
| 1970 | My World and Welcome to It (NBC)                                                                                | Marcus Welby, M.D. (ABC)                                                                                        | The David Frost Show                                                                                            | William Windom My World and Welcome to It (NBC)                              | Robert Young Marcus Welby, M.D. (ABC)                                        | Hope Lange The Ghost & Mrs. Muir (ABC)                                       | Susan Hampshire The Forsyte Saga (NET)                                       |
| 1971 | All in the Family (CBS)                                                                                         | The Bold Ones: The Senator (NBC)                                                                                | Singer Presents Burt Bacharach (CBS)                                                                            | Jack Klugman The Odd Couple (ABC)                                            | Hal Holbrook The Bold Ones: The Senator (NBC)                                | Jean Stapleton All in the Family (CBS)                                       | Susan Hampshire The First Churchills, (Masterpiece Theatre) (PBS)            |
| 1972 | All in the Family (CBS)                                                                                         | Elizabeth R]], (Masterpiece Theatre) (PBS)                                                                      | The Carol Burnett Show (CBS)                                                                                    | Carroll O'Connor All in the Family (CBS)                                     | Peter Falk Columbo (NBC)                                                     | Jean Stapleton All in the Family (CBS)                                       | Glenda Jackson Elizabeth R, (Masterpiece Theatre) (PBS)                      |
| 1973 | All in the Family (CBS)                                                                                         | The Waltons (CBS)                                                                                               | The Julie Andrews Hour (ABC)                                                                                    | Jack Klugman The Odd Couple (ABC)                                            | Richard Thomas The Waltons (CBS)                                             | Mary Tyler Moore The Mary Tyler Moore Show (CBS)                             | Michael Learned The Waltons (CBS)                                            |
| 1974 | M*A*S*H (CBS)                                                                                                   | Upstairs, Downstairs, (Masterpiece Theatre) (PBS)                                                               | The Carol Burnett Show (CBS)                                                                                    | Alan Alda M*A*S*H (CBS)                                                      | Telly Savalas Kojak (CBS)                                                    | Mary Tyler Moore The Mary Tyler Moore Show (CBS)                             | Michael Learned The Waltons (CBS)                                            |
| 1975 | The Mary Tyler Moore Show (CBS)                                                                                 | Upstairs, Downstairs, (Masterpiece Theatre) (PBS)                                                               | The Carol Burnett Show (CBS)                                                                                    | Tony Randall The Odd Couple (ABC)                                            | Robert Blake Baretta (ABC)                                                   | Valerie Harper Rhoda (CBS)                                                   | Jean Marsh Upstairs, Downstairs, (Masterpiece Theatre) (PBS)                 |
| 1976 | The Mary Tyler Moore Show (CBS)                                                                                 | Police Story (NBC)                                                                                              | Saturday Night Live (NBC)                                                                                       | Jack Albertson Chico and the Man (NBC)                                       | Peter Falk Columbo (NBC)                                                     | Mary Tyler Moore The Mary Tyler Moore Show (CBS)                             | Michael Learned The Waltons (CBS)                                            |
| 1977 | The Mary Tyler Moore Show (CBS)                                                                                 | Upstairs, Downstairs, (Masterpiece Theatre) (PBS)                                                               | Van Dyke and Company (NBC)                                                                                      | Carroll O'Connor All in the Family (CBS)                                     | James Garner The Rockford Files (NBC)                                        | Bea Arthur Maude (CBS)                                                       | Lindsay Wagner The Bionic Woman (ABC)                                        |
| 1978 | All in the Family (CBS)                                                                                         | The Rockford Files (NBC)                                                                                        | The Muppet Show (Syndicated)                                                                                    | Carroll O'Connor All in the Family (CBS)                                     | Edward Asner Lou Grant (CBS)                                                 | Jean Stapleton All in the Family (CBS)                                       | Sada Thompson Family (ABC)                                                   |
| 1979 | Taxi (ABC) | Lou Grant (CBS)                                                                                                 | Steve & Eydie Celebrate Irving Berlin (NBC)                                                                     | Carroll O'Connor All in the Family (CBS)                                     | Ron Leibman Kaz (CBS)                                                        | Ruth Gordon Taxi (ABC)                                                       | Mariette Hartley The Incredible Hulk (CBS)                                   |
| 1980 | Taxi (ABC) | Lou Grant (CBS)                                                                                                 | Baryshnikov on Broadway (ABC)                                                                                   | Richard Mulligan Soap (ABC)                                                  | Edward Asner Lou Grant (CBS)                                                 | Cathryn Damon Soap (ABC)                                                     | Barbara Bel Geddes Dallas (CBS)                                              |
| 1981 | Taxi (ABC) | Hill Street Blues (NBC)                                                                                         | Lily: Sold Out (CBS)                                                                                            | Judd Hirsch Taxi (ABC)                                                       | Daniel J. Travanti Hill Street Blues (NBC)                                   | Isabel Sanford The Jeffersons (CBS)                                          | Barbara Babcock Hill Street Blues (NBC)                                      |
| 1982 | Barney Miller (ABC)                                                                                             | Hill Street Blues (NBC)                                                                                         | Night of 100 Stars (ABC)                                                                                        | Alan Alda M*A*S*H (CBS)                                                      | Daniel J. Travanti Hill Street Blues (NBC)                                   | Carol Kane Taxi (ABC)                                                        | Michael Learned Nurse (CBS)                                                  |
| 1983 | Na zdravje (NBC)                                                                                                | Hill Street Blues (NBC)                                                                                         | Motown 25: Yesterday, Today, Forever (NBC)                                                                      | Judd Hirsch Taxi (NBC)                                                       | Ed Flanders St. Elsewhere (NBC)                                              | Shelley Long Na zdravje (NBC)                                                | Tyne Daly Cagney & Lacey (CBS)                                               |
| 1984 | Na zdravje (NBC)                                                                                                | Hill Street Blues (NBC)                                                                                         | Kennedy Center Honors (CBS)                                                                                     | John Ritter Three's Company (ABC)                                            | Tom Selleck Magnum (CBS)                                                     | Jane Curtin Kate & Allie (CBS)                                               | Tyne Daly Cagney & Lacey (CBS)                                               |
| 1985 | Cosby (NBC) | Cagney & Lacey (CBS)                                                                                            | Motown Returns to the Apollo (NBC)                                                                              | Robert Guillaume Benson (ABC)                                                | William Daniels St. Elsewhere (NBC)                                          | Jane Curtin Kate & Allie (CBS)                                               | Tyne Daly Cagney & Lacey (CBS)                                               |
| 1986 | Zlata dekleta (NBC)                                                                                             | Cagney & Lacey (CBS)                                                                                            | Kennedy Center Honors (CBS)                                                                                     | Michael J. Fox Družinske vezi (NBC)                                          | William Daniels St. Elsewhere (NBC)                                          | Betty White The Golden Girls (NBC)                                           | Sharon Gless Cagney & Lacey (CBS)                                            |
| 1987 | Zlata dekleta (NBC)                                                                                             | L.A. Law (NBC)                                                                                                  | 41. podelitev tonyjev (CBS)                                                                                     | Michael J. Fox Družinske vezi (NBC)                                          | Bruce Willis Moonlighting (ABC)                                              | Rue McClanahan The Golden Girls (NBC)                                        | Sharon Gless Cagney & Lacey (CBS)                                            |
| 1988 | The Wonder Years (ABC)                                                                                          | Thirtysomething (ABC)                                                                                           | Irving Berlin's 100th Birthday Celebration (CBS)                                                                | Michael J. Fox Družinske vezi (NBC)                                          | Richard Kiley A Year in the Life (NBC)                                       | Bea Arthur The Golden Girls (NBC)                                            | Tyne Daly Cagney & Lacey (CBS)                                               |
| 1989 | Na zdravje (NBC)                                                                                                | L.A. Law (NBC)                                                                                                  | The Tracey Ullman Show (FOX)                                                                                    | Richard Mulligan Empty Nest (NBC)                                            | Carroll O'Connor In the Heat of the Night (NBC)                              | Candice Bergen Murphy Brown (CBS)                                            | Dana Delany China Beach (ABC)                                                |
| 1990 | Murphy Brown (CBS)                                                                                              | L.A. Law (NBC)                                                                                                  | In Living Color (FOX)                                                                                           | Ted Danson Na zdravje (NBC)                                                  | Peter Falk Columbo (ABC)                                                     | Candice Bergen Murphy Brown (CBS)                                            | Patricia Wettig Thirtysomething (ABC)                                        |
| 1991 | Na zdravje (NBC)                                                                                                | L.A. Law (NBC)                                                                                                  | 63. podelitev oskarjev (ABC)                                                                                    | Burt Reynolds Evening Shade (CBS)                                            | James Earl Jones Gabriel's Fire (ABC)                                        | Kirstie Alley Na zdravje (NBC)                                               | Patricia Wettig Thirtysomething (ABC)                                        |
| 1992 | Murphy Brown (CBS)                                                                                              | Severna obzorja (CBS)                                                                                           | The Tonight Show Starring Johnny Carson (NBC)                                                                   | Craig T. Nelson Coach (ABC)                                                  | Christopher Lloyd Avonlea (Disney)                                           | Candice Bergen Murphy Brown (CBS)                                            | Dana Delany China Beach (ABC)                                                |
| 1993 | Seinfeld (NBC)                                                                                                  | Picket Fences (CBS)                                                                                             | Saturday Night Live (NBC)                                                                                       | Ted Danson Na zdravje (NBC)                                                  | Tom Skerritt Picket Fences (CBS)                                             | Roseanne Barr Roseanne (ABC)                                                 | Kathy Baker Picket Fences (CBS)                                              |
| 1994 | Frasier (NBC)                                                                                                   | Picket Fences (CBS)                                                                                             | Late Show with David Letterman (CBS)                                                                            | Kelsey Grammer Frasier (NBC)                                                 | Dennis Franz NYPD Blue (ABC)                                                 | Candice Bergen Murphy Brown (CBS)                                            | Sela Ward Sisters (NBC)                                                      |
| 1995 | Frasier (NBC)                                                                                                   | Newyorška policija (ABC)                                                                                        | The Tonight Show with Jay Leno (NBC)                                                                            | Kelsey Grammer Frasier (NBC)                                                 | Mandy Patinkin Bolnišnica upanja (CBS)                                       | Candice Bergen Murphy Brown (CBS)                                            | Kathy Baker Picket Fences (CBS)                                              |
| 1996 | Frasier (NBC)                                                                                                   | Urgenca (NBC)                                                                                                   | Dennis Miller Live (HBO)                                                                                        | John Lithgow Tretji kamen od sonca (NBC)                                     | Dennis Franz Newyorška policija (ABC)                                        | Helen Hunt Mad About You (NBC)                                               | Kathy Baker Picket Fences (CBS)                                              |
| 1997 | Frasier (NBC)                                                                                                   | Zakon in red (NBC)                                                                                              | Tracey Takes On... (HBO)                                                                                        | John Lithgow Tretji kamen od sonca (NBC)                                     | Dennis Franz Newyorška policija (ABC)                                        | Helen Hunt Mad About You (NBC)                                               | Gillian Anderson Dosjeji X (FOX)                                             |
| 1998 | Frasier (NBC)                                                                                                   | Praksa (ABC) | Late Show with David Letterman (CBS)                                                                            | Kelsey Grammer Frasier (NBC)                                                 | Andre Braugher Homicide: Life on the Street (NBC)                            | Helen Hunt Mad About You (NBC)                                               | Christine Lahti Bolnišnica upanja (CBS)                                      |
| 1999 | Raztresena Ally (FOX)                                                                                           | Praksa (ABC) | Late Show with David Letterman (CBS)                                                                            | John Lithgow Tretji kamen od sonca (NBC)                                     | Dennis Franz Newyorška policija (ABC)                                        | Helen Hunt Mad About You (NBC)                                               | Edie Falco Sopranovi (HBO)                                                   |
| 2000 | Will & Grace (NBC)                                                                                              | Zahodno krilo (NBC)                                                                                             | Late Show with David Letterman (CBS)                                                                            | Michael J. Fox Vsi županovi možje (ABC)                                      | James Gandolfini Sopranovi (HBO)                                             | Patricia Heaton Raymonda imajo vsi radi (CBS)                                | Sela Ward Once and Again (ABC)                                               |
| 2001 | Seks v mestu (HBO)                                                                                              | Zahodno krilo (NBC)                                                                                             | Late Show with David Letterman (CBS)                                                                            | Eric McCormack Will & Grace (NBC)                                            | James Gandolfini Sopranovi (HBO)                                             | Patricia Heaton Raymonda imajo vsi radi (CBS)                                | Edie Falco Sopranovi (HBO)                                                   |
| 2002 | Prijatelji (NBC)                                                                                                | Zahodno krilo (NBC)                                                                                             | Late Show with David Letterman (CBS)                                                                            | Ray Romano Raymonda imajo vsi radi (CBS)                                     | Michael Chiklis The Shield (FX)                                              | Jennifer Aniston Prijatelji (NBC)                                            | Allison Janney Zahodno krilo (NBC)                                           |
| 2003 | Raymonda imajo vsi radi (CBS)                                                                                   | Zahodno krilo (NBC)                                                                                             | The Daily Show (Comedy Central)                                                                                 | Tony Shalhoub Monk (USA)                                                     | James Gandolfini Sopranovi (HBO)                                             | Debra Messing, Will & Grace (NBC)                                            | Edie Falco, Sopranovi (HBO)                                                  |
| 2004 | Odbita rodbina (FOX)                                                                                            | Sopranovi (HBO)                                                                                                 | The Daily Show (Comedy Central)                                                                                 | Kelsey Grammer Frasier (NBC)                                                 | James Spader Praksa (ABC)                                                    | Sarah Jessica Parker, Seks v mestu (HBO)                                     | Allison Janney, Zahodno krilo (NBC)                                          |
| 2005 | Raymonda imajo vsi radi (CBS)                                                                                   | Skrivnostni otok (ABC)                                                                                          | The Daily Show (Comedy Central)                                                                                 | Tony Shalhoub Monk (USA)                                                     | James Spader Zvezde na sodišču (ABC)                                         | Felicity Huffman Razočarane gospodinje (ABC)                                 | Patricia Arquette Jasnovidka (NBC)                                           |
| 2006 | Pisarna (NBC)                                                                                                   | 24 (FOX) | The Daily Show (Comedy Central)                                                                                 | Tony Shalhoub Monk (USA)                                                     | Kiefer Sutherland 24 (FOX)                                                   | Julia Louis-Dreyfus Nove pustolovščine stare Christine (CBS)                 | Mariska Hargitay Zakon in red - Enota za posebne primere (NBC)               |
| 2007 | 30 Rock (NBC)                                                                                                   | Sopranovi (HBO)                                                                                                 | The Daily Show (Comedy Central)                                                                                 | Ricky Gervais Statisti (BBC/HBO)                                             | James Spader Zvezde na sodišču (ABC)                                         | America Ferrera Grda račka (ABC)                                             | Sally Field Bratje in sestre (ABC)                                           |
| 2008 | 30 Rock (NBC)                                                                                                   | Mad Men (AMC)                                                                                                   | The Daily Show (Comedy Central)                                                                                 | Alec Baldwin 30 Rock (NBC)                                                   | Bryan Cranston Kriva pota (AMC)                                              | Tina Fey 30 Rock (NBC)                                                       | Glenn Close Nevarna igra (FX)                                                |
| 2009 | 30 Rock (NBC)                                                                                                   | Mad Men (AMC)                                                                                                   | The Daily Show (Comedy Central)                                                                                 | Alec Baldwin 30 Rock (NBC)                                                   | Bryan Cranston Kriva pota (AMC)                                              | Toni Collette Tarin svet (SHO)                                               | Glenn Close Nevarna igra (FX)                                                |
| Leto | Humoristična serija                                                                                             | Dramska serija                                                                                                  | Varietejska serija                                                                                              | Glavni igralec v humoristični seriji                                         | Glavni igralec v dramski seriji                                              | Glavna igralka v humoristični seriji                                         | Glavna igralka v dramski seriji                                              |